# Штайн-Нойкірх
Штайн-Нойкірх (нім. Stein-Neukirch) — громада в Німеччині, розташована в землі Рейнланд-Пфальц. Входить до складу району Вестервальд. Складова частина об'єднання громад Реннерод.
Площа — 7,15 км2. Населення становить 422 ос. (станом на 31 грудня 2020).